# Aleš Pipan
Aleš Pipan (ur. 24 maja 1959 w Lublanie) – słoweński trener koszykarski.
W swojej karierze prowadził m.in.: Satex Maribor, Zagorje BZ, Pivovarna Laško, Krka Novo mesto, Geoplin Slovan Ljubljana, Anwil Włocławek, a do 2011 był szkoleniowcem klubu Zlatorog Laško.
W lipcu 2011 przyjął propozycję prowadzenia czołowego zespołu ligi chorwackiej - KK Zadar.
Był także trenerem reprezentacji Słowenii, z którą wywalczył 7. miejsce podczas Mistrzostw Europy w Koszykówce 2007.
Od 25 maja 2011 trener reprezentacji Polski, z którą wystąpił podczas Mistrzostw Europy na Litwie. Polacy prowadzeni przez Słoweńca przed turniejem typowani byli na jedną z najsłabszych drużyn imprezy. Zaskoczyli wszystkich, pokonując ówczesnych wicemistrzów świata Turków 84:83 oraz Portugalczyków 81:73; walczyli jak równy z równym z Hiszpanią (porażka 78:83), ale w decydującym o awansie spotkaniu ulegli po bardzo zaciętym boju Wielkiej Brytanii 81:88. Wysoko przegrali jedynie z Litwą (77:97). Polska nie znalazła się w ćwierćfinale, ale Pipan zapewnił sobie przedłużenie kontraktu z Polskim Związkiem Koszykówki.